# Ночная работа (фильм, 1988)
«Ночная работа» (фин. Yötyö) — фильм-драма финского режиссёра Мики Каурисмяки 1988 года.

## Сюжет
DJ (Марти Сирья) — ведущий ночной музыкальной программы на радио. Днём он спит, а ночью общается с радиослушателями и принимает их звонки. По дороге в студию кормит дворового кота, похоже, единственное живое существо, с которым общается не по радио.
Программа "Ночная сова", которую ведет DJ предназначена для тех, кто не знает, что делать со своей жизнью, у кого закончилась еда в холодильнике, от которых ушли муж или жена, а дети уже съехали, у которых нет друзей и никогда не будет друзей, если они будут продолжать жить как жили раньше.
В программу звонят разные люди. Поэт читает свои стихи, одинокий мужчина рассказывает, как собирается выпить снотворное, чтобы больше не проснуться, два подвыпивших друга хамят ведущему.
Однажды звонит женщина по имени Нина. Муж бьёт её, подозревая в изменах. Голос и диалоги DJ она услышала по радио после одной из таких сцен.
Между Ниной и DJ завязывается виртуальная дружба, и вскоре он застает ее спящей в своей студии. DJ говорит, что хочет о ней заботиться.
Но однажды разговор в прямом эфире слышит муж Нины. Он выслеживает DJ и узнаёт, где находится студия. Отъезжая от студии на своём Мерседесе, он случайно давит кота, которого кормил DJ.
Финал трагичен. Когда DJ и Нина решают уехать вместе, её муж появляется в студии и убивает DJ. Нина собирает вещи, ждёт на вокзале, но поезд уходит без неё.

## В ролях
- DJ — Марти Сирья
- Нина — Кайя Пакаринен
- Муж Нины — Эско Салминен
- Марко — Кари Ваананен

## Факты о фильме
Фильм задумывался как камерная картина, в которой играют всего три персонажа. Окружающий мир показан через голоса в чем-то несчастных людей, которые слышны в радиоэфире и виды ночного Хельсинки, снятые Реймо Хартзелем. Сценарий написан самим режиссером в соавторстве с Ричардом Рейтингером.
Единственный, он же премьерный показ фильма на финском телевидении состоялся 19 февраля 1989 года. Фильм демонстрировался в СССР в начале девяностых годов прошлого века в рамках недели финского телевидения. В 2015 году фильм в паре с короткометражным фильмом Мики Каурисмяки Джекпот 2 показывался в рамках программы Кино Суоми.